# Xi Qia
Aisin-Gioro Xiqia en chino tradicional, 愛新覺羅·熙洽; pinyin, Àixīnjuéluó Xīqià; Wade-Giles, Ai-hsin-chüeh-lo Hsi-ch'ia; Shenyang, 18 de octubre de 1883 – Fushun, 1950) —más conocido como Xi Qia o Xi Xia (en chino tradicional, 熙洽; pinyin, Xīqià; Wade-Giles, Hsi-hsia)— fue un político y militar chino, perteneciente al clan imperial de los Aisin-Gioro. General del Ejército provincial de Kirin, desertó al bando japonés durante la invasión de Manchuria en 1931, ocupando posteriormente varios puestos de responsabilidad en el gobierno de Manchukuo.

## Biografía
Miembro del clan imperial Aisin-Gioro, Xi Qia era desciendiente de un hermano del emperador Nurhaci, fundador de la dinastía Qing. En su juventud se trasladó a Japón para realizar sus estudios militares, llegando a estudiar en la Academia del Ejército Imperial Japonés. Xi Qia era un manchú convencido, que buscaba la restauración de la dinastía Qing. Había sido testigo de la Revolución de Xinhai que había destronado a los Aisin-Gioro, y por ello desde temprana edad apoyó los esfuerzos para constituir en Manchuria un estado dominado por los manchúes, buscando incluso la ayuda del Ejército de Kwantung japonés. A pesar de ello, durante el periodo republicano ocupó diversos puestos bajo la égida de la Camarilla de Fengtian. Llegó a ser jefe de Estado mayor del señor de la guerra Zhang Zuoxiang, y alcanzó el rango de general.
En septiembre de 1931 se produjo el llamado Incidente de Mukden, tras el cual los japoneses invadieron Manchuria. Poco después de producirse la invasión nipona, Xi Qia —que era comandante de Changchun— se pasó al bando japonés. A partir de ese momento, pasó a colaborar abiertamente con ellos. Xi Qia estableció un gobierno autónomo independiente y el 26 de septiembre de 1931 emitió un telegrama por el que se declaraba independiente del Gobierno nacionalista de Nankín. Se convirtió en gobernador de la provincia de Jilin, ahora bajo control japonés. Mantuvo este puesto incluso tras la formación del estado títere de Manchukuo. Sin embargo, sería destituido tras la reforma administrativa de 1934. A través de un delegado suyo, Xi Qia apoyó en febrero de 1932 la adopción del sistema imperial para el nuevo Manchukuo, que recaería en Puyi —el último emperador de China—. De hecho, fue uno de los notables manchúes que recibió a Puyi a su llegada a Changchung el 8 de marzo de 1932.
En sus primeros tiempos llegó a estar al mando de una pequeña milicia personal, aunque posteriormente se integró en el nuevo Ejército Imperial de Manchukuo. A partir de 1932 pasó a estar al frente del nuevo Ministerio de finanzas, formando parte del Consejo de ministros de Manchukuo. Posteriormente, en el cambio de gobierno de 1935, pasó a desempeñar el puesto de Ministro de la Casa Imperial, y el de Ministro del Interior. Además de estos puestos, fue miembro de la Sociedad de la Esvástica Roja.
Tras el final de la Segunda Guerra Mundial y el colapso de Manchukuo, Xi Qia fue hecho prisionero por el Ejército Soviético y trasladado a una prisión en Siberia. En 1950 fue extraditado a la recién establecida República Popular de China. Falleció ese mismo año mientras estaba en cautividad, en una cárcel especial de Fushun.